# Telebasis dunklei
Telebasis dunklei – gatunek ważki z rodziny łątkowatych (Coenagrionidae). Występuje na terenie Ameryki Południowej.